# 아야 나카무라
아야 나카무라(Aya Nakamura, 1995년 5월 10일 ~ )는 말리계 프랑스의 가수이다. 예명 "아야 나카무라"는 NBC 드라마 《히어로즈》의 캐릭터인 '히로 나카무라'에게서 영감을 받아 지었다. 대표곡은 "Djadja"로 프랑스 음반 차트 1위를 기록했으며 2019년 2월 기준, 뮤직비디오는 유튜브 조회 3억 뷰를 돌파했다.

## 음반 목록
- Journal intime (2017)
- Nakamura (2018)
- Aya (2020)
- DNK (2023)